# 엘 샤다이
엘 샤다이(히브리어: אֵל שַׁדַּי)는 구약의 하나님 이름 중 하나이다. 전능한 하나님(개역개정), 전능한 신(공동번역), 전능한 하느님(가톨릭 성경) 등으로 번역되며, 라틴어에서는 Deus Omnipotens로 번역하였다. 그러나 원 의미는 불분명하다. '엘'은 우가리트어, 가나안어에서 신 또는 주(主)를 의미하는 단어였던 것으로 추정되며, 실제로 고대 셈족 종교에서 엘이라는 이름의 신을 숭배하기도 하였다. '샤다이'의 뜻에 대해서는 여러 의견이 있으나 ~하는 자(쉐)와 층분한(따이)의 복합어로서 충족적인 자를 의미한다고 보는 견해가 전통적이다.
'엘 샤다이'와 같은 방식의 작명법은 고대 근동에서 흔한 것으로, 엘 엘룐, 엘 벧엘, 엘 로이 등 구약성경에서도 이와 같은 방식의 이름을 찾아볼 수 있다. 이로부터 '샤다이'의 의미를 추측하기도 하는데, 샤다이를 지명으로 보기도 하며, 어떤 형용사의 의미를 지닌다고 보기도 한다.

## 등장
샤다이가 야훼를 수식하기 위해 사용된 것은 48회이며, 그 중 7차례는 '엘 샤다이'로 기록되었는데 다섯 번은 창세기에, 한 번은 출애굽기에, 한 번은 에제키엘서에 있다.
처음으로 등장하는 부분은 창세기 17장 1절이다. 여기서 아브람(아브라함)이 99세가 되던 해에 나타나 자신을 '엘 샤다이'로 소개하며 아브라함을 축복한다. 창세기 35장에서는 야곱의 앞에 나타나며 마찬가지로 야곱을 축복한다. 출애굽기 6장에서도 나타나는데, 아브라함, 이사악, 야곱에게 엘 샤다이로 나타났다고 말한다.
민수기 24장에 기록된 발람의 환영 이야기에서 '샤다이'로 등장한다. 16절에서는 자신을 '엘 엘룐(가장 높으신 분)'으로 나타내기도 한다. 기원전 9-8세기에 기록된 데이르 알라 문서에서 같은 부분은 '샤다인(히브리어: שדין)'으로 적고 있는데, '샤다이'보다 조금 격이 낮은 표현으로 보기도 한다. 개중에는 신명기 32장 17절, 시편 106편 37-38절에 '가나안의 우상' 따위로 번역된 가나안 종교의 신 '세딤(히브리어: שדים)'과 동계어로 보기도 한다.

## 번역
70인역 성경에서는 대부분 단순히 '하나님' 또는 '나의 하나님'으로 번역하였으며, 에제키엘서에서는 '엘 샤다이(θεὸς σαδδαΐ)'로 음차하였는데, 욥기에서는 '전능자(παντοκράτωρ)'로 번역하여 이후 라틴어 번역 및 다른 번역들에서 '샤다이'를 전능의 의미로 해석하는 계기가 되었다. 시편에서는 '천국의 하나님'으로 번역하였다.
한국어 성경에서는 전능한 하나님(개역개정), 전능한 신(공동번역), 전능한 하느님(가톨릭 성경) 등으로 번역하여 대부분 '전능'을 의미하는 것으로 본다.
1985년 출판된 New Jerusalem Bible의 번역팀은 샤다이가 산을 의미하는 아카드어 '샤두'에서 온 '산의 하나님', 또는 황야를 의미하는 히브리어 '사데'에서 온 '황야의 하나님'으로 해석될 여지가 있다며 '전능'으로 일괄 번역하는 것에 반대하였다.
샤다이의 어원에 대한 현대 학자들의 의견들은 다음과 같다.
- 황야: 원래 경작되지 않은 땅, 사냥터의 의미를 가지고 있었다는 의견이다.[12]
- 산: 메소포타미아에서 아브라함이 소속했던 부족이 섬기던 다른 신의 이름을 나타낸다는 의견이다.[13]
- 파괴자: 약탈, 압도 등을 의미하는 '샤다드(שדד)'에서 온 것으로 보는 관점이다.[14]
- 지명: 시리아의 텔 엣다데인이 원래 아모리족의 언어로 '샤다이'로 불리고 있었다는 추정에 기원한다. 이 지역은 원래 수메르어로 '두 유방'을 의미하는 '투툴'이라는 이름의 도시가 위치했다.[15]
- 유방: 유방을 의미하는 '샤드(שד)'에서 온 것으로 보고, 엘의 여성적 측면을 강조한 표현이라는 관점이다.[16]